# Cyperus phillipsiae
Cyperus phillipsiae är en halvgräsart som först beskrevs av Charles Baron Clarke, och fick sitt nu gällande namn av Georg Kükenthal. Cyperus phillipsiae ingår i släktet papyrusar, och familjen halvgräs. Inga underarter finns listade i Catalogue of Life.